# Niels Valentin Hansen
Niels Valentin Hansen (født 17. oktober 1942 i København) var administrerende direktør i Roskilde Bank fra 1978 til 2007. Han blev i 2022 ved Højesteret dømt for som bankdirektør at have givet en række uforsvarlige lån og til at betale knap 232 millioner kroner plus renter i erstatning til Finansiel Stabilitet.
Niels Valentin Hansen tog afgangseksamen fra Roskilde Private Realskole og startede som elev i Roskilde Bank.
Niels Valentin Hansen var direktør i Roskilde Banks "gyldne periode", hvor aktiviteterne og aktiekurserne steg. Han havde – samme med andre af bankens direktører – indgået aftale med bankens bestyrelse om en bonusordning, der afspejlede kursudviklingen af bankens aktier.
Han havde på et tidspunkt en bonusordning, der havde en værdi på 115 millioner kr. Ved indløsning var denne værdi dog formindsket til 30 mio. kr. Direktørerne Arne Wilhelmsen og Stig Bo Jensen kunne også udnytte deres optioner på 55 millioner kr. 
Roskilde Bank var stærkt involveret i byggesektoren og var stærkt bundet op på meget store enkeltkunder, hvis aktiviteter knyttede sig stærkt til væksten i ejendomspriserne. Efter stagnationen i ejendomssektoren viste bankens tab sig at være i milliardklassen. På dette tidspunkt havde Niels Valentin Hansen trukket sig tilbage, men det kom efterfølgende frem, at flere kreditvurderinger af de helt dominerende kunder ikke er behandlet af bankens krediteksperter, men kun af Niels Valentin Hansen sammen med bestyrelsen. Finanstilsynet meldte i 2009 bankens ledelse til Bagmandspolitiet som i 2012 besluttede ikke at føre straffesager. I mellemtiden havde statens selskab Finansiel Stabilitet i 2010 stævnet Roskilde Banks tidligere direktion, bestyrelse og revision med krav om erstatning på en milliard kroner. Østre Landsret frikendte i 2017 bankens ledelse, men dommen blev i 2022 af Højesteret ændret til at Niels Valentin Hansen skal 231.725.168 kr. plus renter i erstatning til Finansiel Stabilitet. Bankens bestyrelse blev fortsat frifundet.
Efter at bankens krise kom frem og forholdene omkring krakket forlangt undersøgt, har Valentin valgt at trække sig fra de direktørposter han besad i BankInvest.
Roskilde Banks nye administrerende direktør Søren Kaare-Andersen, overtog banken i økonomisk krise, tilsyneladende uden at kende krisens fulde omfang, og det lykkedes ham ikke at stabilisere banken. 
Efter krav fra Nationalbanken skulle Roskilde Bank søge at finde en køber til de fungerende dele af banken og afvikle de tabsgivende dele. Banken meddelte den 25. august 2008 at dette ikke var lykkedes, hvorefter Nationalbanken og Det Private Beredskab til Afvikling af Nødlidende Banker, Sparekasser og Andelskasser overtog banken for at undgå en direkte konkurs.
1991 blev han Ridder af Dannebrog.